# أيزو 3166-2:CM
أيزو 31166-2:CM هو الجزء المخصص لدولة الكاميرون في أيزو 3166-2، وهو جزء من معيار أيزو 3166 الذي نشرته المنظمة الدولية للتوحيد القياسي (أيزو)، والذي يُعرف رموز لأسماء التقسيمات الرئيسية (مثل الأقاليم، الجهات، المقاطعات أو الولايات) من جميع البلدان في ترميز أيزو 3166-1.
يتكون كل رمز من جزئين مفصولين بواصلة. الجزء الأول هو CM، وهو رمز وأيزو 3166-1 حرفي 2 للبلد. أما الجزء الثاني فهو عبارة عن حرفين.

## الرموز الحالية
| الرمز | التقسيم                              |
| ----- | ------------------------------------ |
| CM-AD | منطقة أداماوا                        |
| CM-CE | المنطقة الوسطى (الكاميرون)           |
| CM-ES | المنطقة الشرقية (الكاميرون)          |
| CM-EN | منطقة أقصي الشمال (الكاميرون)        |
| CM-LT | المنطقة الساحلية (الكاميرون)         |
| CM-NO | المنطقة الشمالية (الكاميرون)         |
| CM-NW | المنطقة الشمالية الغربية (الكاميرون) |
| CM-SU | المنطقة الجنوبية (الكاميرون)         |
| CM-SW | المنطقة الجنوبية الغربية (الكاميرون) |
| CM-OU | المنطقة الغربية (الكاميرون)          |